# Río Mogent
El río Mogent es un río del nordeste de la península ibérica, afluente del Besós, que discurre por la provincia de Barcelona (España).

## Curso
Con un curso de 29,5 km, nace en la comarca del Vallés Oriental, en la vertiente septentrional del  Corredor, de la confluencia del Torrent de L'Illa y de Ca l'Arenas, y se une con el río Congost entre los términos municipales de Montmeló y Montornés del Vallés.
El Mogent atraviesa los municipios de Llinars del Vallés, Cardedeu, La Roca del Vallés, Vilanova del Vallés y Montornés del Vallés.

## Afluentes
Sus afluentes son diversos torrentes y arroyos que nacen o en el macizo del Montseny o bien en las Sierras del  Corredor y de la Sierra de la Marina. Algunos son:
Del Vertiente Norte (Montseny):
- Torrente de Valldoriolf
- Riera de Cànoves
- Riera de Giola
- Riera de Vilamajor

La vertiente sur (Marina-Corredor):
- Riera de Vallromanes
- Riera de Ardenya
- Torrente de Séllecs
- Torrente de Sant Bartomeu
- Torrente de Can Mora